# Hoštka (stacja kolejowa)
Hoštka – stacja kolejowa w Hoštka, w kraju usteckim, w Czechach. Znajduje się na wysokości 190 m n.p.m.
Jest zarządzana przez Správę železnic. Na stacji znajdują się kasy biletowe, na których istnieje możliwość zakupu biletów na wszystkie pociągi w tym międzynarodowe oraz rezerwacji miejsc.

## Linie kolejowe
- 072 Lysá nad Labem - Ústí nad Labem západ